# Christianshavns Gymnasium
Christianshavns Gymnasium er et gymnasium på Christianshavn i København. Gymnasiet har ca. 800 elever.

## Historie
Skolen blev grundlagt i 1909 som Sundby højere Almenskole og var dengang placeret i Sundbyerne på Amager. I 1919 overtog Københavns Kommune driften af skolen, der skiftede navn til Fællesskolen i Sundbyerne. Skolen opnåede i 1923 ret til at dimittere til studentereksamen, og navnet ændredes til Sundby Gymnasium.
I 1924 flyttede gymnasiet til sin nuværende placering i Bådsmandsstræde/Prinsessegade, umiddelbart nordøst for Vor Frelsers Kirke, og skolen fik sit nuværende navn. Fra 1924 til 1948 var den kendte skolemand Frederik Bøgh (1880-1967) gymnasiets rektor.
Christianshavns Gymnasium har lagt flere videoer om matematik på sin YouTube-kanal.